# Marcus Bergholtz
Marcus Edvin Bergholtz (* 15. Dezember 1989 in Örkelljunga) ist ein schwedischer Fußballspieler. Der Mittelfeldspieler, der 2008 für Helsingborgs IF in der Allsvenskan debütierte, spielte in seiner bisherigen Karriere in seinem Heimatland und in Norwegen.

## Werdegang
Bergholtz entstammt der Jugend des Ekets GoIF, den er 2004 in Richtung Jugendabteilung des Helsingborgs IF verließ. Dort durchlief er die einzelnen Jugendmannschaften des Vereins und rückte im Laufe der Erstliga-Spielzeit 2008 in den Kader der Wettbewerbsmannschaft auf. Nach seinem Erstligadebüt im selben Jahr kam er in der Folge unregelmäßig zum Einsatz und schwankte zwischen Startelf und Ersatzbank. Nachdem er in der ersten Hälfte der Spielzeit 2010 zu sechs Einsätzen als Einwechselspieler gekommen war, verlieh ihn der Klub an den Zweitligisten Ängelholms FF in die Superettan. Bei seinem neuen Verein stand er in zwölf Ligapartien in der Startelf und verhalf der Mannschaft um Jacob Augustsson, Patrik Larsson und Sebastian Andersson zum Klassenerhalt auf dem letzten Rang vor den Relegationsplätzen.
Nach seiner Rückkehr zu Helsingborgs IF war Bergholtz Anfang 2011 erneut nur Ergänzungsspieler, bis zum Beginn der Transferperiode im August blieb er ohne Spieleinsatz in der Allsvenskan. Im Sommer tauschte der Verein ihn schließlich auf Leihbasis gegen den norwegischen Offensivspieler Jørgen Skjelvik von Stabæk Fotball bis zum Saisonende. Beim von seinem Landsmann Jörgen Lennartsson betreuten Klub traf er mit Pontus Farnerud und Johan Andersson auf weitere Schweden, aber auch in der Tippeligaen kam er nicht über die Rolle des Ergänzungsspielers hinaus und bestritt lediglich drei Spiele als Einwechselspieler. Nach Saisonende kehrte er daher wieder nach Schweden zurück.
In der ersten Hälfte der Allsvenkan-Spielzeit 2012 bestritt Bergholtz vier Saisonspiele für den Doublegewinner Helsingborgs IF. Mitte August entschied er sich daher zum Vereinswechsel und schloss sich dem Zweitligisten Östers IF in der Superettan an, bei dem er einen bis Ende 2014 gültigen Vertrag unterzeichnete.